# Primal Fear (formație)
Primal Fear este o formație germană de power metal, fondată în 1997 de Ralf Scheepers (voce / ex-Gamma Ray), Mat Sinner (chitară bas si voce / Sinner), Stefan Leibing și Tom Naumann (chitară). Scheepers a format trupa după ce nu a fost angajat ca înlocuitor al lui Rob Halford la Judas Priest, o poziție pentru care a fost finalist; locul fiind luat de  Tim „Ripper” Owens. Ultimul lor album (Apocalypse) a fost lansat in august 2018 de către casa de discuri Frontiers Records.

## Istoricul trupei
Primal Fear a fost fondată în octombrie 1997 de cântărețul Ralf Scheepers și Mat Sinner (numele real: Mathias Lasch). Scheepers și Sinner au fost constanti pe scena heavy metal înainte de formarea trupei. Ralf Scheepers a cântat în trupele: Tyran Pace, FBI și trupa de renume internațional Gamma Ray. După un concert cu trupa sa de coveruri Judas Priest ajutați de Mat Sinner și Tom Naumann s-a născut ideea de a forma Primal Fear. Ei au semnat un contract cu Nuclear Blast Records la sfârșitul anului 1997. Albumul lor de debut, Primal Fear a fost lansat în februarie 1998 și a intrat în topurile germane de LP-uri pe locul 48, devenind astfel unul dintre reusite albume de metal al unei trupe debutante germane. În același an au concertat cu veteranii germani ai metalului Running Wild și HammerFall. 
În iulie 1999 a fost lansat cel de-al doilea album, Jaws of Death. La scurt timp după lansarea albumului, chitaristul Tom Naumann a părăsit trupa din cauza unor probleme de sănătate. În timpul turneului prin Europa, Brazilia și Japonia el a fost înlocuit de Alex Beyrodt. În ianuarie 2000 Henny Wolter s-a alăturat trupei ca înlocuitor permanent. La începutul anului 2001, al treilea album a fost lansat, Nuclear fire. În cadrul următorului turneu mondial trupa a cântat în SUA pentru prima dată și au fost invitați la Metal Meltdown Festival și Milwuakee Metalfest. 
Următorul album, Black Sun a fost lansat și a intrat în topurile germane pentru LP-uri direct pe locul 55. Chitaristul Mike Chlasciak a contribuit cu solouri de chitară pentru piesele „Fear” și „Armageddon”. Punctul culminant al turneului unde Primal Fear si  trupa Rage au fost headlineri, a fost concertul din Scala, în Londra. În același an Henny Wolter a părăsit trupa și a fost înlocuit de Tom Naumann care a revenit astfel in trupă. Cu acest line-up formatia a plecat din nou în turneu prin Brazilia și astfel a încheiat turneul Black Sun. În aprilie / mai 2003, trupa a participat la turneul Metal Gods, împreună cu Rob Halford, Testament și alte câteva trupe, cântând prin SUA și Canada. În timpul turneului bateristul Klaus Sperling a fost înlocuit de Randy Black. La încheierea turneului  Randy s-a alăturat trupei definitiv, Sperling plecând din cauza unor probleme personale. 
În februarie 2004 al cincilea album Devil’s ground a fost lansat și a intrat în topurile germane pe locul 67. În luna aprilie a aceluiași an, trupa a început un alt turneu mondial, în care trupa a susținut concerte prin Europa, SUA și America de Sud. 
Imediat după încheierea turneului, trupa a înregistrat al șaselea album Seven Seals în Vancouver și Stuttgart. A fost lansat în toamna anului 2005. Pentru a promova albumul, trupa a susținut un turneu în Europa și Japonia, împreună cu colegii de la trupa de power metal Helloween.
În iulie 2006, trupa părăseste surprinzător Nuclear Blast Records și semnează un contract pe termen lung cu casa de discuri „Frontiers Records„. Ca un cadou de despărțire, Nuclear Blast a lansat compilația „Best of” Metal is forever.
În februarie 2007, în timpul înregistrărilor pentru noul album „New religion” trupa a decis, după lungi discuții cu privire la viitorul formației, că Henny Wolter va reveni ca al doilea chitarist iar Tom Naumann va părăsi formația. Albumul a fost terminat sub supravegherea producătorului Mat Sinner și a inginerului și co-producătorului Charlie Bauerfeind și a fost mixat de Roland Prent în Studios Galaxy din Belgia. A fost lansat în septembrie 2007 și a intrat în topurile germane pe locul 60. Trupa a început turneul New religion ca și co-Headliner al festivalului Power Prog VIII din Atlanta, SUA care a fost sold out. După aceea, au susținut un turneu împreună cu U.D.O. prin Europa. Au continuat turneul în ianuarie 2008, ca urmare a aniversării de 10 ani a trupei și au mai susținut un turneu prin Europa.
La începutul lunii martie 2008, trupa a anunțat că după mult timp, chitaristul Stefan Leibing a părăsit temporar trupa pentru a-și petrece mai mult timp cu familia sa. Pe albumele urmatoare și turnee el va fi inlocuit de chitaristul suedez Magnus Karlsson, care contribuise deja cu 2 solo-uri de chitară pentru albumul New religion.
În decembrie 2008, trupa a intrat în House of Music Studios pentru a înregistra noul album 16.6. care va fi lansat pe mai 2009, prin Frontieres Records. În ianuarie 2009 trupa a terminat albumul. Ei spun că „muzica include elemente care aduc aminte de atmosfera de pe primele noastre albume” și că „un nou album Primal Fear cuprinde întotdeauna noi provocări muzicale, surprize reale”. Albumul a fost lansat pe 22 mai în Europa și 9 iunie in SUA. Videoclipul pentru piesa „Six time dead (16.6)” a avut premiera pe 8 May pe canalul oficial de MySpace al trupei. Albumul a ajuns pe locul 46 în Germania, 52 în Suedia și 28 în topurile japoneze. Trupa va susține un turneu în America de Sud, America de Nord, Canada, Europa și Japonia pentru a promova noul  album. Ei au spus de asemenea că vor înregistra un nou CD și DVD live, în fiecare parte a turneului și că vor face un nou turneu prin America de Nord și un turneu și mai mare în  2010 în Europa .

## Temele lirice
Temele lirice în muzica trupei Primal Fear reprezintă de cele mai multe ori o problemă controversată. Deși sunt abordate subiecte science-fiction, tematica este gândită de obicei pentru a fi metaforică sau pentru a portretiza imagini SF. Alte teme sunt religia, guvernările politice și alte subiecte controversate. Un exemplu în acest sens poate fi albumul „Black Sun”, care poate fi considerat un album conceptual despre o misiune de explorare a spațiului. Este vizitată o planeta nouă, nemaivazută (Black Sun), iar un membru al echipajului este înzestrat cu puterea de a prevedea viitorul („Magic Eye”); în final, nava explodează în încercarea de a reintra în atmosfera Pământului („Armageddon”). Personajele din Armageddon sunt considerate de fani a fi păsările de pradă de pe coperțile albumelor anterioare. Deși unii ar putea considera că piese ca „Black Sun” conțin referințe la teme precum politica sau războiul (precum în „Fear”), nu există o interpretare universală în acest sens întrucât niciun autor al versurilor nu a vorbit deschis despre semnificația acestora. 

## Genuri
Principalele genuri asociate cu Primal Fear sunt power metal și speed metal, dar muzica trupei conține elemente de thrash metal și traditional heavy metal. 

## Succesul mainstream
Succesul relativ al trupei în zona mainstream a început în anul 2002, odată cu lansarea apreciatului album „Black Sun”. Cu toate acestea, videclipurile și piesele difuzate la radio sunt preluate de pe albumele mai noi ale formației.

## Membrii formației

### Membri actuali
- Ralf Scheepers – voce (1997-prezent)
- Magnus Karlsson – chitară (2008-prezent)
- Mat Sinner – bas, voce (1997-prezent)
- Francesco Jovino – tobe – (2015–prezent)
- Alex Beyrodt – chitară (2009–prezent), chitară live (1997–2009)
- Tom Naumann – chitară (1997–2000, 2003–2007, 2015-prezent), chitară live (2013-2015)

### Foști membri
- Klaus Sperling, tobe (1997-2003)
- Stefan Leibing, chitară, clape (1998-2008)
- Henny Wolter – chitară (2000-2003, 2007-2010)
- Randy Black – tobe (2003-2014)
- Aquiles Priester – tobe (2014–2015)

### Membri live
- Constantine - chitară (2012-2013)

## Discografie
- Primal Fear (1998)
- Jaws of Death (1999)
- Nuclear Fire (2001)
- Horrorscope (5-track EP) (Shaped CD) (2002)
- Black Sun (2002)
- The History of Fear (DVD + CD Bonus) (2003)
- Devil's Ground (2004)
- Seven Seals (2005)
- Metal Is Forever - The Very Best of Primal Fear (2006)
- New Religion (2007)
- 16.6 (Before the Devil Knows You're Dead) (2009)
- Unbreakable (2012)
- Delivering the Black (2014)
- Rulebreaker (2016)
- Apocalypse (2018)
- Metal Commando (2020)
- Code Red (2023)
- Domination (2025)

Albume live
- Live in the USA (2010)
- Angels of Mercy - Live in Germany (2017)

Compilații
- Metal Is Forever – The Very Best of Primal Fear (2006)
- Best of Fear (2017)